# Henri Lessieux & Cie
Henri Lessieux & Cie est un constructeur automobile français.

## Production
L’entreprise basée à Rethel a commencé à produire des automobiles en 1900. Le nom de marque était Lessieux. L’entreprise fabriquait des voiturettes. Des moteurs jusqu’à 12 ch ont été fournis pour diverses applications. L’entreprise était également un fournisseur de pièces automobiles. La date de fondation et de dissolution n’est pas connue.